# نوريو يوشيميزو
نوريو يوشيميزو (باليابانية: 吉水 法生) (مواليد 21 أغسطس 1946)، هو لاعب كرة قدم ياباني سابق كان يلعب كلاعب وسط. سبق له أن لعب مع منتخب اليابان.

## وصلات خارجية
- نوريو يوشيميزو على موقع ناشيونال فوتبول تيمز (الإنجليزية)

- National Football Teams
- Japan National Football Team Database